# Los Gigantes
Los Gigantes is een plaats aan de westkust van het Canarische eiland Tenerife. De plaats behoort tot de gemeente Santiago del Teide en telt 2721 inwoners (2009). Ten zuiden van de plaats ligt Puerto de Santiago ertegen aangebouwd.
Los Gigantes staat vooral bekend om de imposante reusachtige rotsformaties (Acantilados de Los Gigantes) die oprijzen boven zee, welke ten noorden van Los Gigantes liggen. De plaats heeft haar naam ook te danken aan deze reuzen (Los Gigantes = de reuzen). Op sommige plaatsen rijzen deze rotsformaties tot wel 800 meter boven de zeespiegel. De plaats zelf heeft een grote, rechthoekige afgesloten zeejachthaven, ommuurd door een betonnen wal, vanwege de ruige zee en golven die hier zich bevinden.
Tussen de haven en de hoge rotsen ligt een klein lavastrand, Playa Los Guios. Aan de haven ligt een weg met een boulevard met een tal van restaurants. Vlak bij de haven ligt een vrij toegankelijk zwembad, die uitkijkt over zee en de rotsen van Los Gigantes.
Los Gigantes is een toeristische trekpleister van het eiland en dat is ook te merken aan de talloze winkeltjes en de drukte, vooral rondom de haven. De plaats zelf heeft veel hotel- en appartementencomplexen, waar vandaag de dag nog steeds aan wordt gebouwd, met uitbreiding tegen de hoge rotsen van deze plaats. Ook zijn er vanuit de haven rondvaarten mogelijk langs rotspartijen of verder de oceaan op om bijvoorbeeld dolfijnen te bekijken.

## Galerij

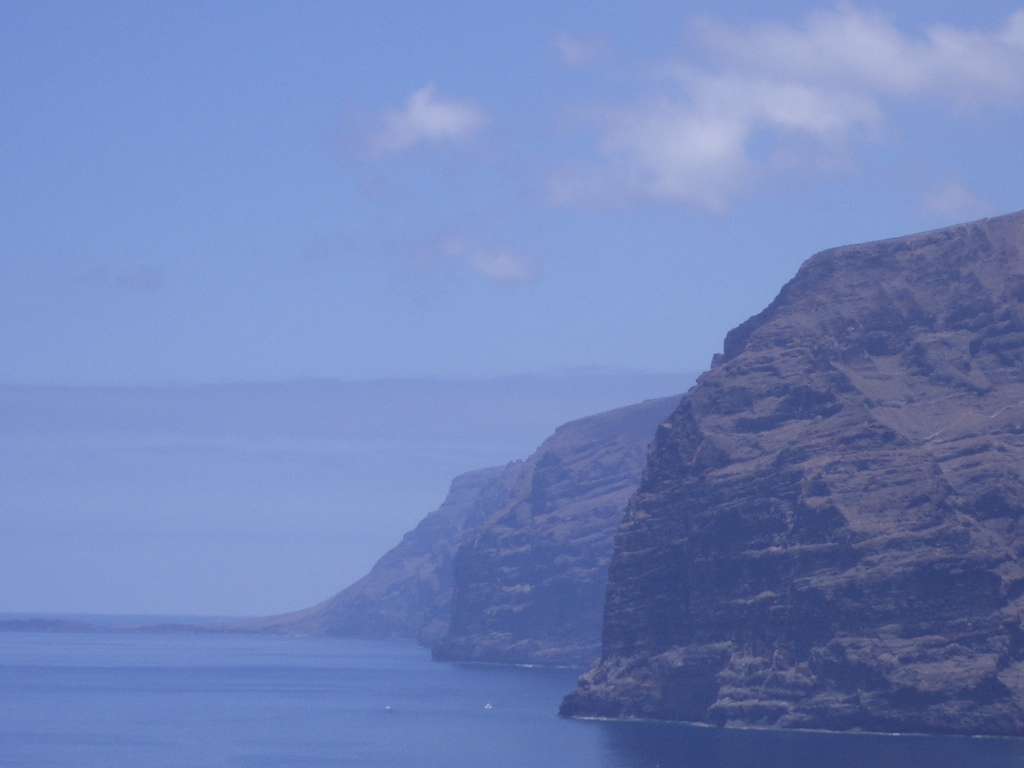
De imposante reusachtige rotsformaties ten noorden van Los Gigantes
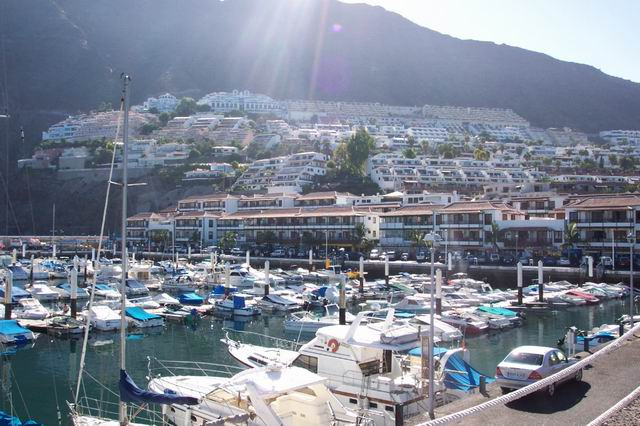
De ommuurde jachthaven met daarbij de boulevard en restaurants van Los Gigantes
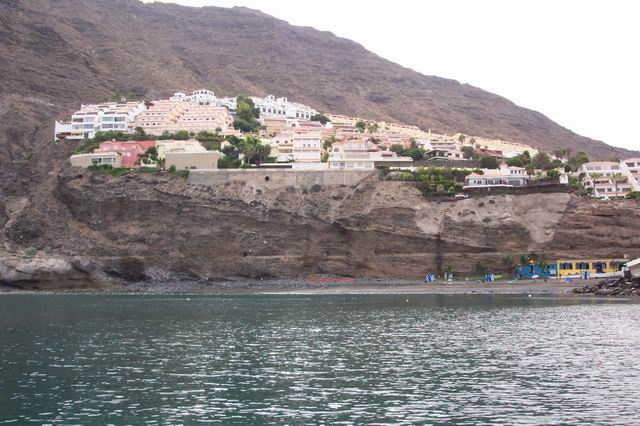
Het kleine lavastrand, gelegen tussen de jachthaven en de rotsen van Los Gigantes
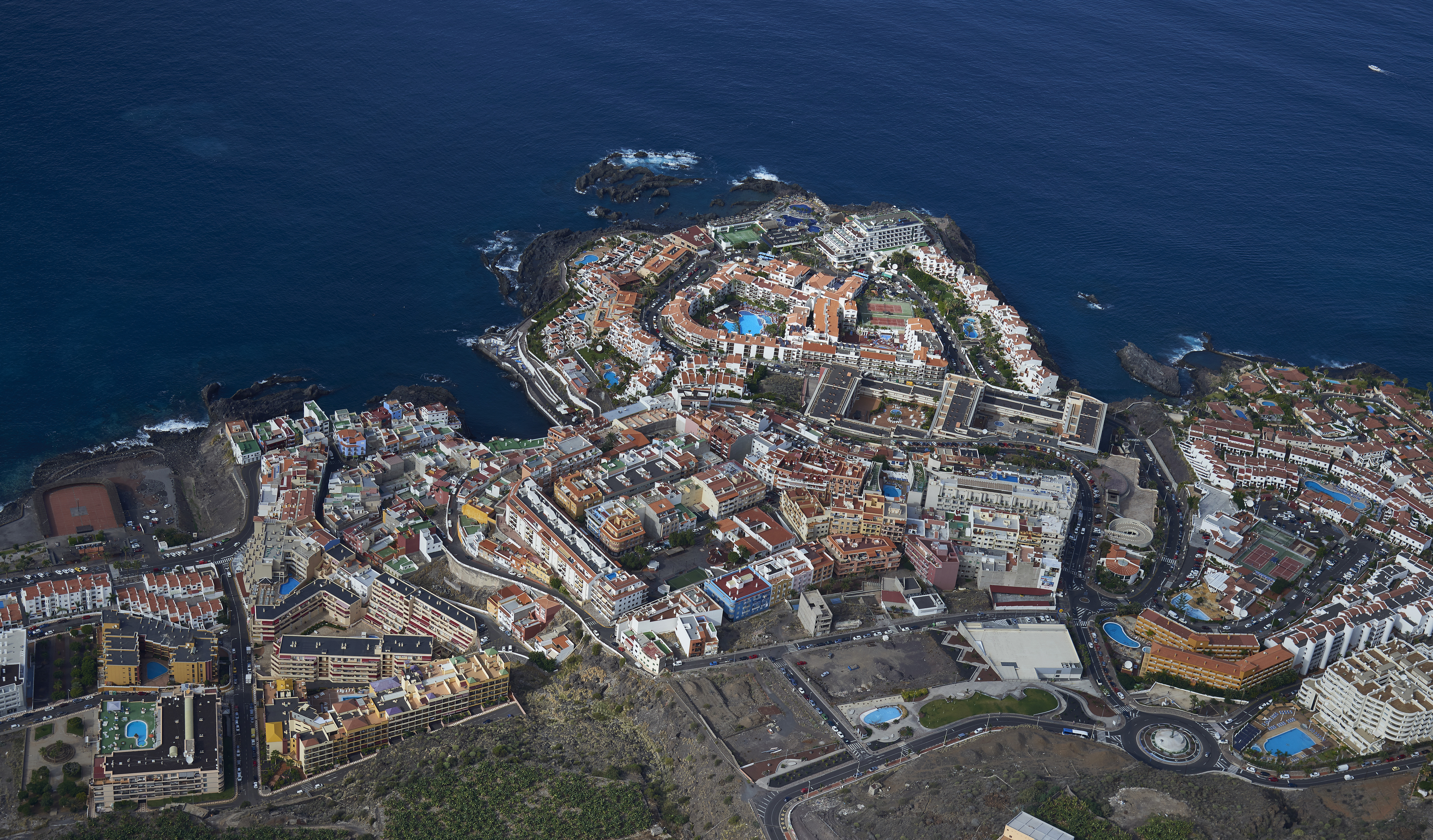
Luchtfoto van Los Gigantes